# 서운로 (인천)
서운로(Seoun-ro)는 인천광역시 계양구 서운동에 있는 도로로, 총 연장은 561m이다. 

## 유래
현재의 서운동 마을의 중심되는 도로 구간으로 주변에 서운초등학교, 서운중학교, 서운고등학교 등이 각각 위치해 있기 때문에 해당 동 명칭에서 부여되었다.

## 역사
- 2009년 10월 9일 : 도로명으로 서운로를 고시

## 지리

### 주요 경유지
- 계양구 : 서운동

### 접촉하는 도로
- 아나지로
- 효서로
- 봉오대로

### 주변 건물 및 시설
- 인천서운초등학교 (서운로 12/서운동 55-133)
- 계양효성해링턴플레이스 (서운로 33/서운동 230)
- 재광빌딩 (서운로 51/서운동 125-1)